# Werner Contag

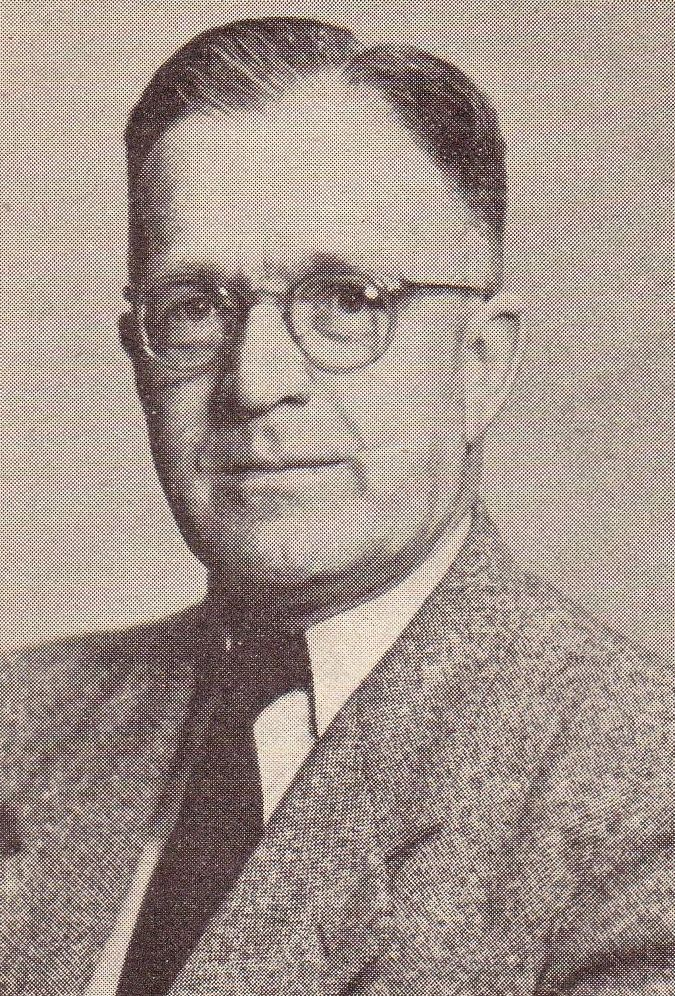
Werner Contag

Werner Contag (* 12. August 1892 in Elbing; † 17. Juli 1967 in Minden) war ein deutscher Bauingenieur und Baubeamter.

## Leben
Als Sohn des Nordhäuser Oberbürgermeisters Carl Contag besuchte Werner Contag das Gymnasium in Nordhausen. Nach dem Abitur immatrikulierte er sich an der Albertus-Universität Königsberg für Mathematik. Mit Fritz Schellong wurde er im Sommersemester 1912 Mitglied des Corps Masovia, dem auch sein Vater angehörte. Er wechselte 1913 an die Technische Hochschule München und studierte dort Bauingenieurwesen. Als Kriegsfreiwilliger beim VIII. Armee-Korps zog er in den Ersten Weltkrieg. Als Leutnant mit dem Eisernen Kreuz 2. Klasse heimgekehrt, war er 1919 noch Kompaniechef im Grenzschutz Ost. 1920 konnte er das Studium mit dem akademischen Grad Diplom-Ingenieur abschließen. Nach dem Vorbereitungsdienst als Regierungsbauführer (Referendar) und dem bestandenen Staatsexamen trat er in die Bauverwaltung des Freistaats Preußen ein und wurde als Regierungsbaumeister (Assessor) in Ostpreußens Seehafenstadt Pillau eingesetzt. 1925 in das Reichsverkehrsministerium berufen, war er seit 1929 Regierungsbaurat bei der Reichswasserstraßen-Verwaltung. Von 1931 bis 1945 war er Stadtbaurat in Eberswalde, kämpfte aber auch im ganzen Zweiten Weltkrieg, seit 1942 als Major. In der Nachkriegszeit kam er nach Minden und war dort von 1949 bis 1945 Geschäftsführer der 1939 gegründeten Wohnungsbaugesellschaft Wohnhaus Minden GmbH. Mit seinen Büchern verdiente er sich ein Zubrot. Contag starb kurz vor seinem 75. Geburtstag an einem Herzinfarkt. Er hinterließ seine Frau Alice geb. Ristow (eine ostpreußische Pfarrerstochter), einen Sohn und eine Tochter. Beerdigt wurde er auf dem neuen Südfriedhof in Minden.

## Schriften
- Betonarbeiten für Hof und Garten. Minden 1953.
- Mein kleines Gewächshaus. Minden 1958.
- Wohnmöbel für Wochenend-, Jagd- und Gartenhäuser. Anleitungen zum Selbstbau. Minden 1959. (eingeschränkte Vorschau auf Google Bücher)
- Wochenend- und Jagdhäuser. Vorschläge und Anleitungen zum Bau von Unterkünften für Sommer und Winter. Minden 1960. (eingeschränkte Vorschau auf Google Bücher)
- Baukunde. Ein Leitfaden durch das Bauwesen. Minden 1965. (eingeschränkte Vorschau auf Google Bücher)
- Lauben und Gartenhäuser. Eine Anleitung zum Selbstbau. Minden 1977. (eingeschränkte Vorschau auf Google Bücher)